# All-Ireland Senior Hurling Championship 1908
L'All-Ireland Senior Football Championship 1908 fu l'edizione numero 22 del principale torneo di hurling irlandese. Tipperary batté Dublino in finale, ottenendo l'ottavo titolo della sua storia.

## Formato
Parteciparono 15 squadre e si tennero i campionati provinciali i cui vincitori avrebbero avuto diritto d'accesso alla fase finale nazionale.

## Torneo
All-Ireland Senior Hurling Championship
| Limerick 14 febbraio 1909 Semifinale | Tipperary | 5-15 – 1-0 | Galway | Markets Field |

| Dublino 21 febbraio 1909 Semifinale | Dublin | 4-12 – 0-3 | Cavan | Jones's Road |

| Dublino 25 aprile 1909 Finale | Tipperary | 2-5 – 1-8 | Dublin | Jones's Road |

| 27 giugno 1909 Finale replay | Tipperary | 3-15 – 1-5 | Dublin | Athy |